# Gare de Montréjeau - Gourdan-Polignan
Gare de Montréjeau - Gourdan-Polignan vasútállomás Franciaországban, Gourdan-Polignan településen.

## Vasútvonalak
Az állomást az alábbi vasútvonalak érintik:
- Toulouse–Bayonne-vasútvonal
- Montréjeau-Gourdan-Polignan-Luchon-vasútvonal

## Kapcsolódó állomások
A vasútállomáshoz az alábbi állomások vannak a legközelebb:
- Gare de Lannemezan
- Gare de Loures - Barbazan
- Gare de Saint-Gaudens